# Mahmud Ahmadineżad

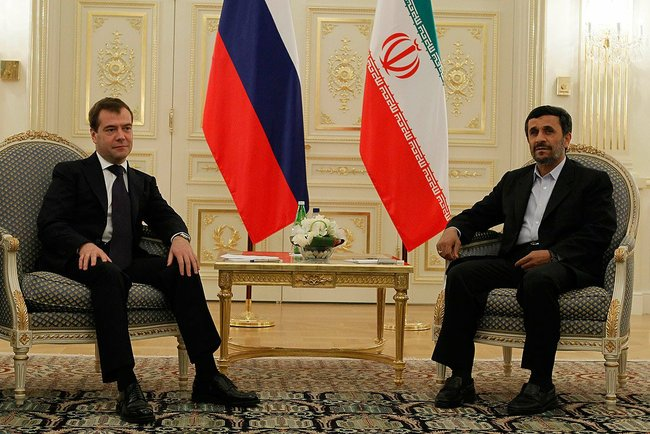
Mahmud Ahmadineżad i Dmitrij Miedwiediew. (2010)

Mahmud Ahmadineżad (pers. ‏محمود احمدی‌نژاد‎ IPA: [mæhˈmuːd æhmædineˈʒɒːd]; ur. 28 października 1956 w Garmsarze) – irański polityk, lider partii Sojusz Budowniczych Islamskiego Iranu będącej koalicją konserwatywnych grup politycznych, prezydent Iranu od 3 sierpnia 2005 do 3 sierpnia 2013, wcześniej burmistrz Teheranu (2003–2005).

## Życiorys
Ahmadineżad urodził się w pobliżu Garmsaru w miejscowości Aradan, w prowincji Semnan, był czwartym z siedmiorga dzieci. Jego ojciec, Ahmad, był ślusarzem, sklepikarzem, fryzjerem, kowalem i religijnym szyitą, który nauczał Koranu. Jego matka, Khanom, nosiła tytuł sajjid (honorowy tytuł nadawany m.in. osobom wywodzącym swój rodowód od proroka Mahometa). Gdy Ahmadineżad miał niecały rok, wraz z rodziną przeniósł się do Teheranu. Ukończył studia na Irańskim Uniwersytecie Nauki i Technologii w 1976 r. (budownictwo lądowe), gdzie kontynuował naukę do 1986 roku. Ahmadineżad przystąpił do ultrakonserwatywnego ugrupowania studenckiego – Biura Umacniania Jedności, które powstało na fali islamskiej rewolucji 1979 roku. W 1997 doktoryzował się z inżynierii budownictwa i planowania transportu. W 1993 objął funkcję gubernatora ostanu (prowincji) Ardabil, którą pełnił do 1997 roku. Sześć lat później został wybrany na burmistrza Teheranu. W czerwcu 2005 r. objął urząd prezydenta, jego rywalem w II turze wyborów był Ali Akbar Haszemi Rafsandżani.

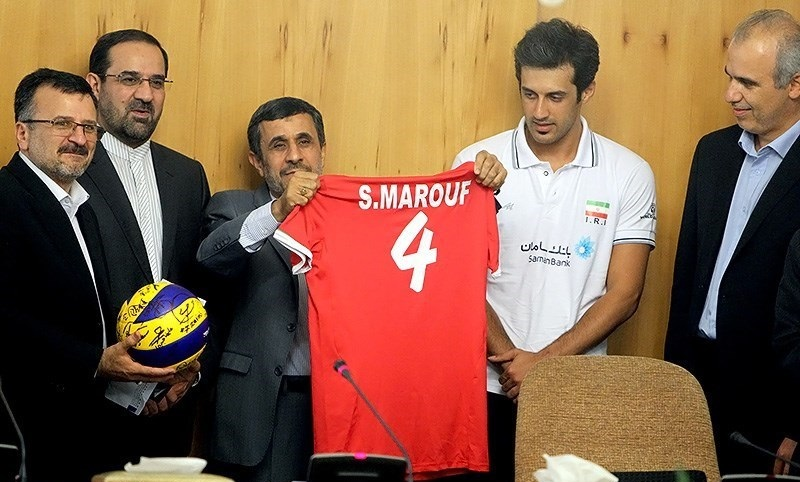
Ahmadineżad i Sa’id Maruf

W październiku 2005 roku, podczas przemówienia według niektórych tłumaczeń wezwał do „wymazania Izraela z mapy”, ale interpretacje tego stwierdzenia znacznie się różnią. Został potępiony za antysemityzm, gdy dwa miesiące później określił Holokaust jako mit i skrytykował państwa europejskie za prawne regulacje zabraniające rewizji oraz negowania Holokaustu. W odpowiedzi na oskarżenia Ahmadineżad powiedział: „Nie jestem antysemitą. Bardzo szanuję Żydów”. Ahmadineżad nakazał wznowienie procesu wzbogacania uranu, argumentując, że Iran ma prawo do energii jądrowej do celów pokojowych.
Na „Światowej Konferencji przeciwko rasizmowi, dyskryminacji rasowej, ksenofobii i pochodnym formom nietolerancji” w 2009 w Genewie (tzw. Durban II) określił rząd Izraela jako „rasistowski”, skrytykował też niektóre zachodnie państwa, w tym USA, za obojętność wobec „agresji, brutalność i bombardowania cywilów w Gazie”.
Według doniesień mediów 4 sierpnia 2010 doszło do nieudanego zamachu na konwój prezydenta w czasie przejazdu z lotniska na stadion w Hamadan. W wyniku eksplozji granatu zostać miało rannych kilka osób, lecz sam prezydent nie odniósł żadnych obrażeń. Biuro prasowe prezydenta zdementowało informacje o próbie zamachu, oświadczając, że eksplozja na trasie przejazdu spowodowana była wystrzałem sztucznych ogni.